# 友邦廣場

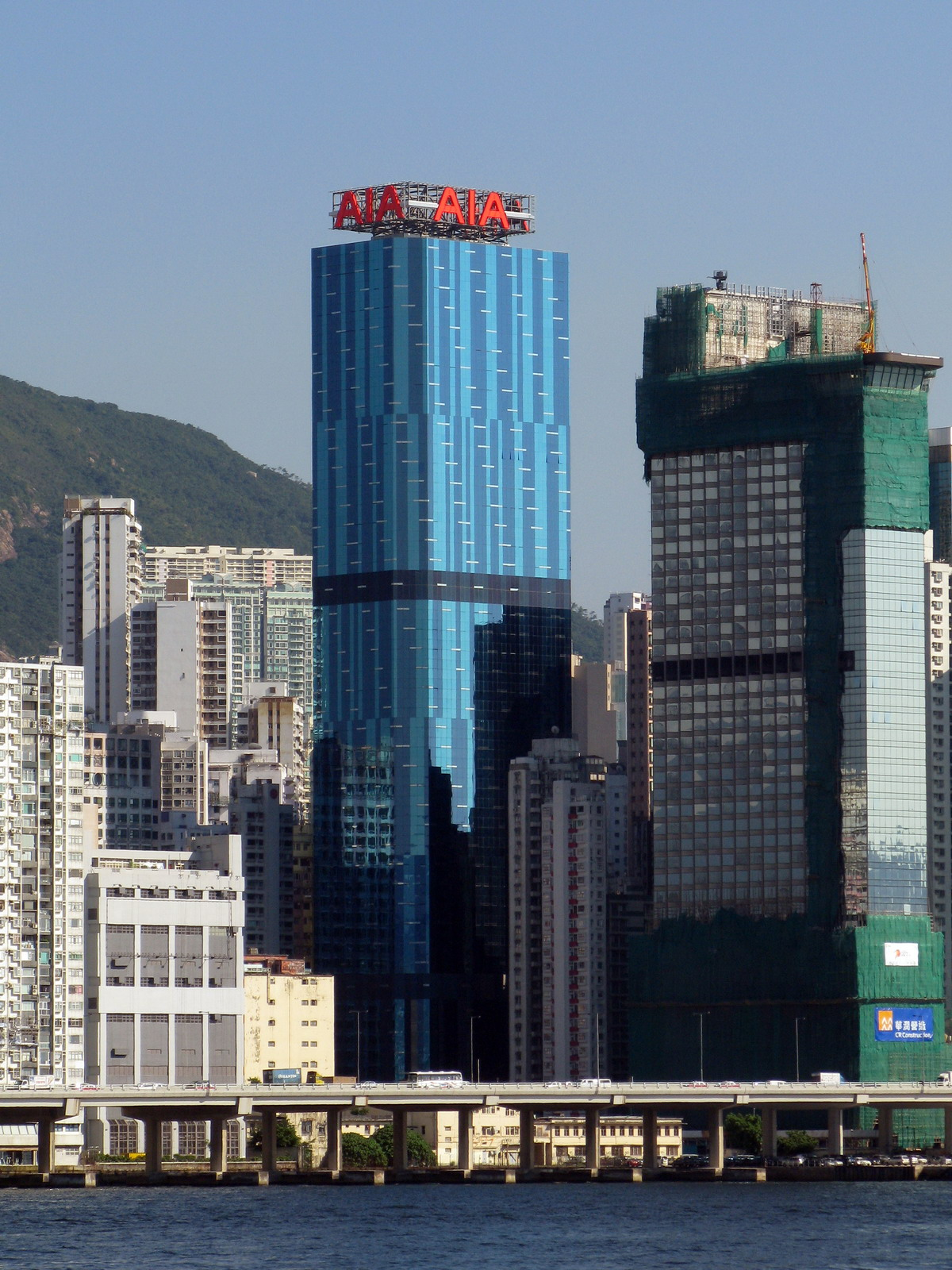
友邦廣場（圖中最高大廈）

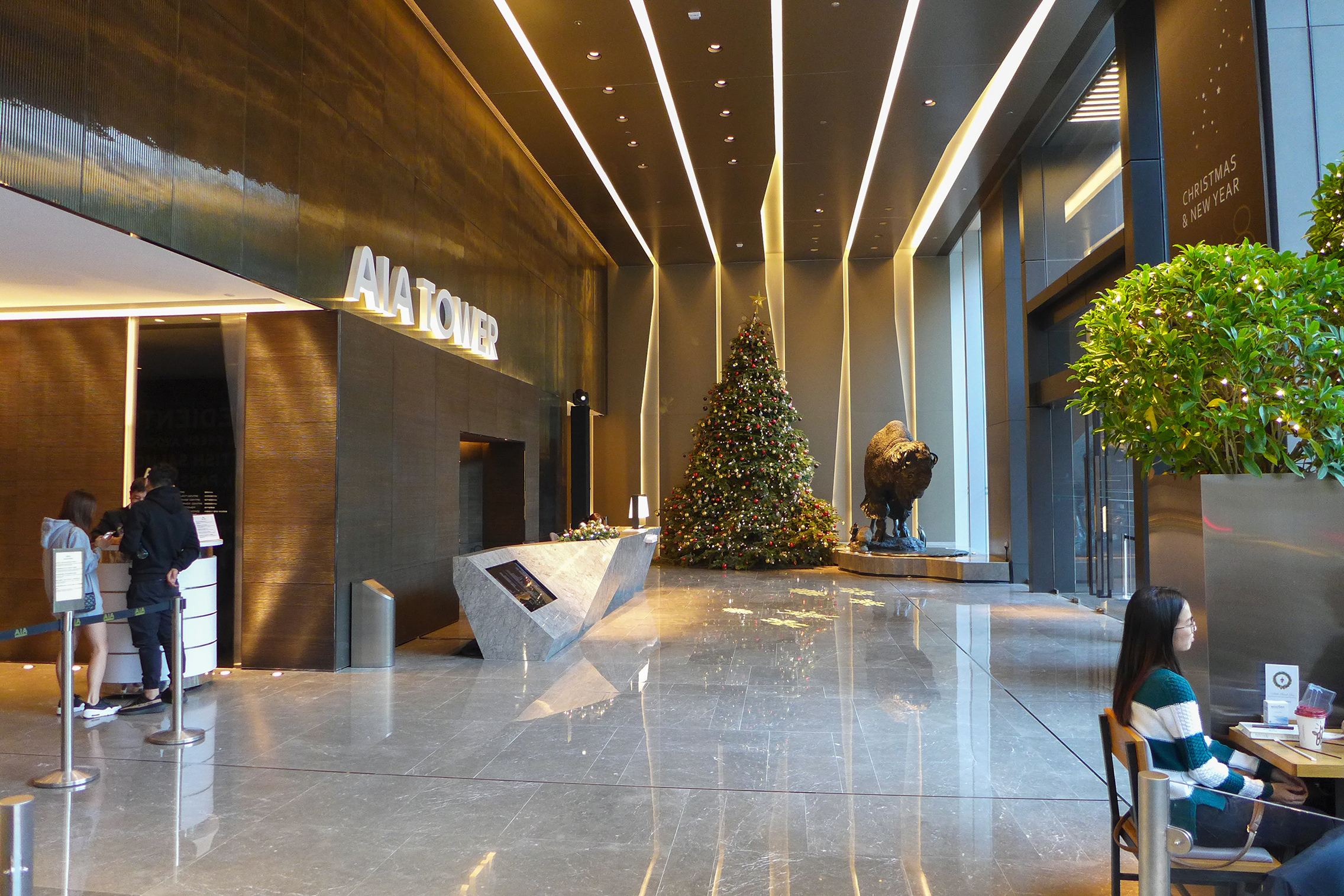
2017年翻新後的友邦廣場寫字樓大堂

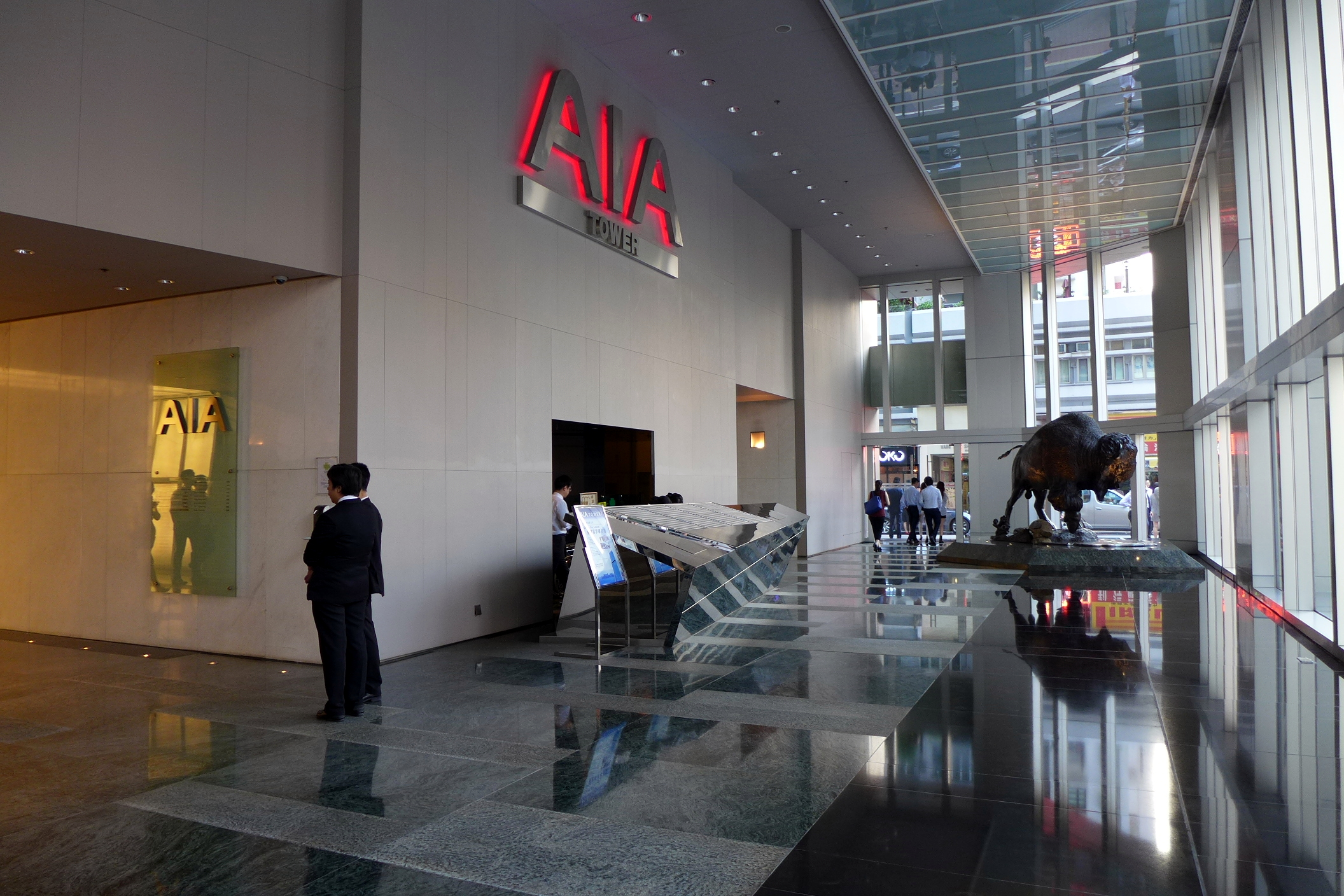
2015年翻新前的友邦廣場寫字樓大堂

標誌

友邦廣場（英語：AIA Tower）位於香港島北角炮台山電氣道181至183號，港島甲級寫字樓，於1999年落成，樓高43層，樓面面積達700,000平方呎，發展商為恒基兆業地產。
友邦廣場在興建時已鋪設光纖網絡主幹及緊急後備電源系統，是全港其中一座安裝智能升降機的商業大廈。此外大廈的平台設有游泳池，是全港其中一座設有游泳池的商廈。

## 租戶
友邦廣場的最主要及最大的租戶是美國友邦保險（佔大樓12層），其次為恒基兆業旗下的地產、酒店管理、恒基中國及承建商裕民建築，其他租戶包括美國雅培（19、20、21及24樓）、艾伯維有限公司及愛力根香港有限公司（24樓2404-08室）、寶盛證券（25樓2501室）、許李嚴建築師事務有限公司（38樓）及摩乃科斯等，以及環境保護署特別職務科（8及13樓）。而香港大學專業進修學院已於2015年11月搬遷。
以下為友邦廣場部分租戶分佈：
- 38樓：許李嚴建築師事務有限公司
- 32樓：註冊中醫宋振基- 明德康健 ACESO Wellness
- 29樓：光迪建築有限公司、恒麗建築有限公司、裕民建築有限公司
- 25樓：寶盛證券（2501室）
- 24樓：雅培 - 藥品部、艾伯維有限公司及愛力根香港有限公司（2404-08室）
- 23樓：
- 21樓：雅培 - 心血管技術部
- 20樓：雅培 - 營養產品部
- 19樓：雅培 - 醫療診斷儀器部
- 15樓：Check Point 香港辦事處（1507B-08室）
- 12樓：友邦財駿中心
- 8樓及13樓：環境保護署特別職務科

## 設施
大廈7樓及8樓設休閒會所，讓租戶專享游泳池及健身中心。地面商舖為一系列餐飲及時尚生活連鎖店，滿足寫字樓租戶的各種需求。

## 相關建築
- 友邦金融中心：中環干諾道中1號
- 友邦九龍大樓：觀塘巧明街102號
- 友邦香港大樓：鰂魚涌英皇道734號
- 友邦大廈：香港司徒拔道1號
- 友邦九龍金融中心：新蒲崗太子道東712號

## 外部連結
- 友邦廣場（恒基兆業）（页面存档备份，存于）